# Кубок світу з біатлону 2014—2015 — етап 7

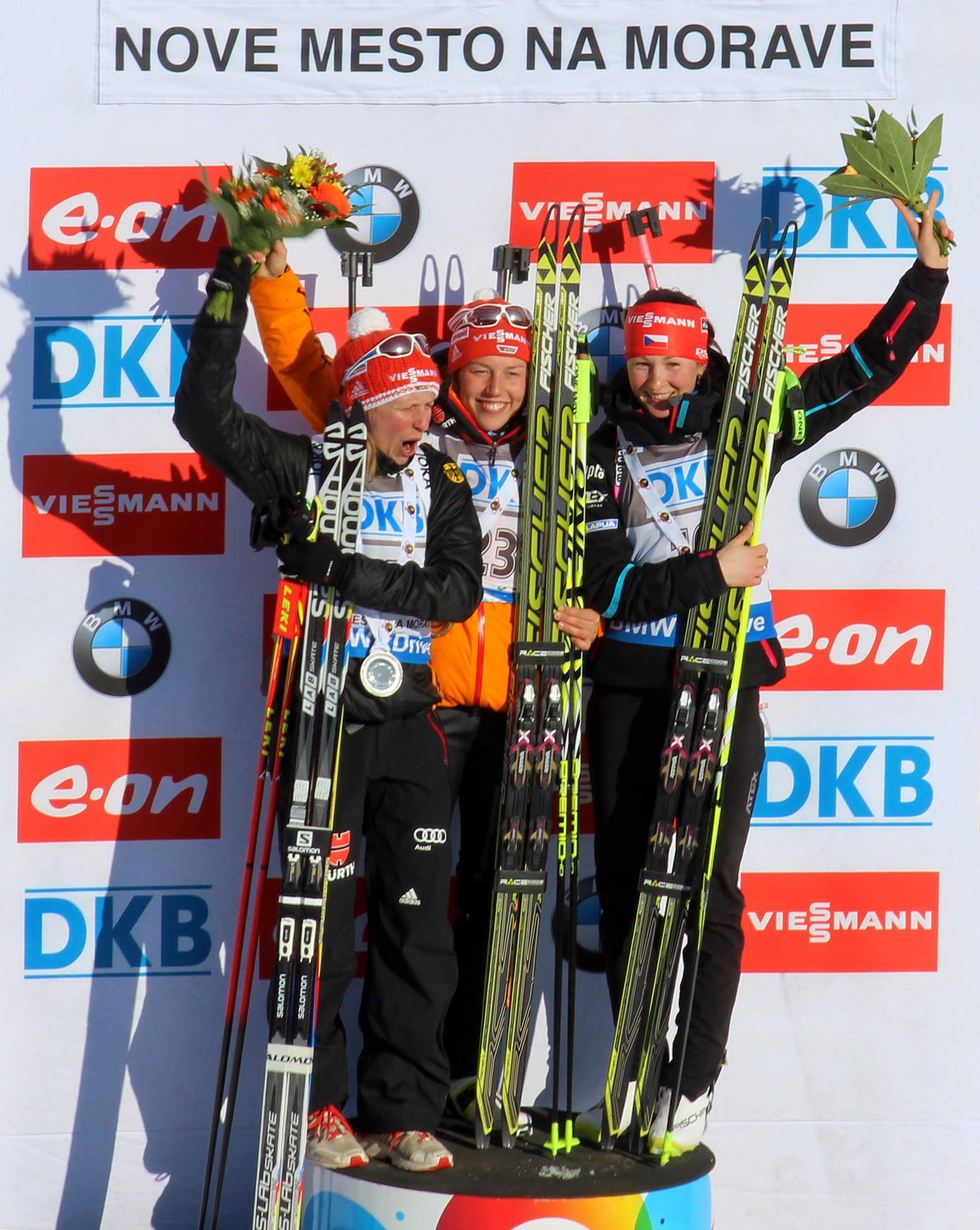
Лаура Дальмаєр, Франциска Гільдебранд і Вероніка Віткова

Сьомий етап Кубка світу з біатлону 2014—15 відбудеться в Новому Месті, Чехія, з 6 по 8 лютого 2015 року. До програми етапу включено 6 гонок: спринт та гонка переслідування у чоловіків та жінок, а також одиночної змішаної естафети та класичної змішаної естафети.

## Гонки
Розклад гонок наведено нижче.
| Дата     | Час       | Гонка                            |
| -------- | --------- | -------------------------------- |
| 6 лютого | 15:00 CET | Одиночна змішана естафета        |
| 6 лютого | 17:30 CET | Змішана естафета 2х6+2х7,5 км    |
| 7 лютого | 12:30 CET | Жінки, спринт на 7,5 км          |
| 7 лютого | 15:30 CET | Чоловіки, спринт на 10 км        |
| 8 лютого | 13:00 CET | Жінки, переслідування 10 км      |
| 8 лютого | 15:00 CET | Чоловіки, переслідування 12,5 км |

## Одиночна змішана естафета

### Призери
| Гонка:                                                                           | Золото:                           | Час                                                       | Срібло:                                | Час                                           | Бронза:                          | Час                                                       |
| Одиночна змішана естафета Протокол [Архівовано 8 лютого 2015 у Wayback Machine.] | Росія Яна Романова Олексій Волков | 0:35:43.3 (0+0) (0+0) (0+2) (0+1) (0+0) (0+0) (0+2) (0+0) | Норвегія Марте Олсбю Генрік л'Абе-Лунд | 0:36:04.8 (0+2) (0+0) (0+0) (0+0) (0+1) (0+0) | Україна Юлія Джима Артем Тищенко | 0:36:07.9 (0+0) (0+1) (0+0) (0+2) (0+1) (0+0) (0+2) (0+2) |

## Змішана естафета

### Призери
| Гонка:                                                                                | Золото:                                                | Час                                                       | Срібло:                                                                   | Час                                           | Бронза:                                                                     | Час                                                       |
| Естафета 2 x 6 км + 2 x 7,5 км Протокол [Архівовано 8 лютого 2015 у Wayback Machine.] | Норвегія Фанні Гурн Тіріл Екгофф Йоганнес Бо Тар'єй Бо | 1:12:49.2 (0+1) (0+2) (0+2) (0+0) (0+0) (0+0) (0+1) (0+0) | Чехія Вероніка Віткова Габріела Соукалова Міхал Шлезінгр Ондржей Моравець | 1:12:53.3 (0+1) (0+0) (0+0) (0+2) (0+0) (0+1) | Україна Ірина Варвинець Валентина Семеренко Дмитро Підручний Сергій Семенов | 1:14:10.5 (0+0) (0+1) (0+2) (0+0) (0+0) (0+0) (1+3) (0+1) |

## Чоловіки

### Призери
| Гонка:                                                                        | Золото:           | Час               | Срібло:               | Час               | Бронза:                    | Час               |
| Спринт 10 км Протокол [Архівовано 9 лютого 2015 у Wayback Machine.]           | Яков Фак Словенія | 24:09.9 (0+0)     | Сімон Шемпп Німеччина | 24:22.7 (0+0)     | Жан-Гійом Беатрікс Франція | 24:35.9 (0+0)     |
| Переслідування 12,5 км Протокол [Архівовано 8 лютого 2015 у Wayback Machine.] | Яков Фак Словенія | 37:24.9 (0+0+0+1) | Сімон Шемпп Німеччина | 37:29.3 (0+1+0+0) | Мартен Фуркад Франція      | 37:38.2 (0+0+0+0) |

## Жінки

### Призери
| Гонка:                                                                      | Золото:                  | Час               | Срібло:                         | Час               | Бронза:                  | Час               |
| Спринт 7,5 км Протокол [Архівовано 7 лютого 2015 у Wayback Machine.]        | Лаура Дальмаєр Німеччина | 21:33.4 (0+0)     | Франциска Гільдебранд Німеччина | 21:34.4 (0+0)     | Вероніка Віткова Чехія   | 21:47.3 (1+0)     |
| Переслідування 10 км Протокол [Архівовано 8 лютого 2015 у Wayback Machine.] | Дарія Домрачова Білорусь | 35:22.3 (2+0+1+1) | Кайса Мякяряйнен Фінляндія      | 21:34.4 (2+0+1+1) | Лаура Дальмаєр Німеччина | 21:33.4 (0+1+2+0) |

## Досягнення
Найкращий виступ за кар'єру
|  |  |

Перша гонка в Кубку світу
|  |  |